# Friedersdorf (Thüringen)
Friedersdorf is een plaats en voormalige gemeente in de Duitse deelstaat Thüringen en maakt deel uit van de Ilm-Kreis.

De gemeente maakte deel uit van de Verwaltungsgemeinschaft Großbreitenbach, tot deze op 1 januari 2019 werd opgeheven, en alle gemeenten van het samenwerkingsverband werden opgenomen in de gemeente Großbreitenbach.
In dit afgelegen plattelandsdorpje staat het Thüringer Wald-Kreativ-Museum-Großbreitenbach und Umgebung. Zie verder onder Großbreitenbach.
Allersdorf · Altenfeld · Böhlen · Friedersdorf · Gillersdorf · Großbreitenbach · Herschdorf · Neustadt am Rennsteig · Wildenspring · Willmersdorf